# Подлесський Олександр Володимирович
Олекса́ндр Володи́мирович Подле́сський — прапорщик підрозділу МВС України, учасник російсько-української війни.

## Життєпис
Народився 26 вересня 1977 року в місті Бердянську Запорізької області.

## Нагороди
За особисту мужність і героїзм, виявлені у захисті державного суверенітету та територіальної цілісності України, вірність військовій присязі під час російсько-української війни
- нагороджений орденом Данила Галицького (27.5.2015).